# مسیه ۸۸
مسیه ۸۸(به انگلیسی: Messier 88) (یا M88 یا NGC 4501) یک کهکشان مارپیچی در صورت فلکی گیسو است. این کهکشان توسط شارل مسیه در سال ۱۷۸۱ کشف شد.